# Apogon marquesensis
 Apogon marquesensis és una espècie de peix de la família dels apogònids i de l'ordre dels perciformes.

## Morfologia
Els mascles poden assolir els 4,6 cm de longitud total.

## Distribució geogràfica
És un endemisme de les Illes Marqueses.